# メロン記念日シングルVクリップス3
「メロン記念日シングルVクリップス③」（メロンきねんびシングルVクリップス③）は、メロン記念日のビデオクリップ集。

## 収録曲
1. 涙の太陽
2. シャンパンの恋
3. 肉体は正直なEROS
4. お願い魅惑のターゲット
5. アンフォゲッタブル

### 特典映像
- 別アングル

1. 涙の太陽 （クローズアップ）
2. シャンパンの恋 （クローズアップ）
3. 肉体は正直なEROS （クローズアップ）
4. アンフォゲッタブル （ダンスショット）

- TV-SPOT

1. 涙の太陽 （15秒）
2. シャンパンの恋 （15秒、30秒）
3. 肉体は正直なEROS （15秒、30秒）
4. アンフォゲッタブル （15秒、30秒）

- メイキング

1. 涙の太陽
2. シャンパンの恋
3. 肉体は正直なEROS
4. アンフォゲッタブル